# Bergsbók
O Bergsbók ou Bergs abóta bók (literalmente: Livro do abade Berg) – também designado por Isl. Perg. Fol. 1 na Biblioteca Nacional da Suécia - é um manuscrito medieval islandês produzido por volta de 1400.

Nas suas 210 páginas, contem essencialmente textos sobre reis noruegueses, com destaque para as sagas Ólafs saga Tryggvasonar e Ólafs saga Hararaldsonar.

O Bergsbók está na Suécia desde o século XVII, estando presentemente depositado na Biblioteca Nacional da Suécia em Estocolmo. 